# Туровський Семен Абрамович
Семен Абрамович Туровський (1895, місто Чернігів, Чернігівської губернії, тепер Чернігівської області — розстріляний 1 липня 1937, Москва) — радянський військовий діяч, заступник командувача військ Харківського військового округу, комкор. Член ЦК КП(б)У в січні 1934 — травні 1937 р. Член ЦВК СРСР. Член Військової рали при наркомі оборони СРСР.

## Життєпис
Народився у родині єврейського великого підприємця. Під час навчання у Чернігівській гімназії належав до соціалістичної організації молоді і вів революційну пропаганду серед учнів.
Член РСДРП(б) з 1911 року.
У ніч з 3 на 4 серпня 1914 року під час розповсюдження антивоєнних листівок був заарештований та висланий до Вологодської губернії на поселення на 2 роки. З поселення утік. Повернувшись нелегально в Чернігів, займався підпільною роботою, потім був мобілізований до російської армії. У кінці 1916 року одержав чин молодшого унтер—офіцера.
Після Лютневої революції 1917 року повернувся до Чернігова і займався партійною агітацією та пропагандою, формуванням загонів Червоної гвардії.
З 1918 року — у Червоній армії. Учасник Громадянської війни у Росії. Воював на Південному і Південно-Західному фронтах. Був одним із організаторів перших військових формувань українського інтернаціонального революційного червоного козацтва (Червоно-Козачого корпусу), яким командував Віталій Примаков. Служив начальником штабу кавалерійської бригади, 8-ї кавалерійської дивізії і 1-го кінного корпусу Червоного козацтва (до 1923 року). У 1922 році закінчив Вищі академічні курси при Військовій академії РСЧА.
У грудні 1923 — червні 1924 року — третій помічник начальника штабу Українського військового округу. З червня 1924 року — начальник і військовий комісар 2-ї Борисоглібсько-Ленінградської кавалерійської школи. У 1926 році у складі групи командирів РСЧА був відправлений до Німеччини для ознайомлення з організацією системи підготовки рейхсверу.
У травні 1927 — січні 1931 року — командир і військовий комісар 11-ї стрілецької дивізії. У січні 1931 — лютому 1932 року — командир і військовий комісар 12-го стрілецького корпусу. У лютому 1932 — травні 1935 року — командир і військовий комісар 14-го стрілецького корпусу.
У травні 1935 — липні 1936 року — заступник командувача військами Харківського військового округу. У липні — вересні 1936 року — армійський інспектор Київського військового округу.
2 вересня 1936 року заарештований органами НКВС. Військовою колегією Верховного суду СРСР 1 липня 1937 року за «участь у військово-троцькістській антирадянській змові» засуджений до розстрілу. Вирок виконаний того ж дня. Визначенням Військової колегії від 29 вересня 1956 року реабілітований.

## Звання
- молодший унтер-офіцер російської армії
- комкор (20.11.1935)

## Нагороди
- орден Червоного Прапора (1920)